# Semjon Farada
Semjon Lvovitsj Ferdman (Russisch: Семён Львович Фердман), (Nikolskoje (oblast Moskou), 31 december 1933 - Moskou, 20 augustus 2009) was een Russisch toneel- en filmacteur.
Ferdman werd geboren als zoon van de joodse legerofficier Lev Ferdman en apotheekster Ida Sjoeman in de buurt van Moskou. Zijn vader overleed toen Semjon 14 jaar was. Hij wilde oorspronkelijk een militaire carrière volgen, maar kwam niet door de lichamelijke toegangsproeven. Hij ging vervolgens naar de Technische Staatsuniversiteit van Moskou en slaagde daar moeizaam in zijn studies. Tijdens zijn legerdienst bij de Baltische Vloot, werden zijn acteertalenten opgemerkt. Vervolgens werd Ferman door de marine aanbevolen bij de theaterregisseurs in Moskou, maar hij gehoorzaamde zijn moeder en beëindigde in 1962 toch zijn studies aan de universiteit. Hij werkte tot 1969 als ingenieur en speelde als amateur met het gezelschap van Mark Rozovski aan de Staatsuniversiteit van Moskou. In 1967 verscheen hij voor het eerst op het scherm onder de bijnaam Farada, een naam die hij had aangenomen op een van zijn filmtournees in Centraal-Azië, nadat een studiomanager weigerde om zijn joodse bijnaam Ferdman te gebruiken.
Nadat de overheid het Rozovski-theater in 1972 had gesloten, rekruteerde Joeri Ljoebimov Farada bij het Taganka-theater. Farada zou er de rest van zijn leven blijven werken. Farada speelde mee in meer dan 70 films, vooral met de regisseurs Mark Zacharov, Eldar Rjazanov en Aleksej German. Na een beroerte in juni 2000 werd hij gedwongen te stoppen met acteren.

## Filmografie (selectie)
- Tot samy Mjoenchgaoezen
- Tsjarodej
- Prikljoetsjenia kapitana Vroengelja
- Formula of Love

- Gemeinsame Normdatei: 106139803X
- International Standard Name Identifier: 0000 0001 1462 7558
- Library of Congress Control Number: no99046309
- MusicBrainz: 81c663fc-0fc8-4242-907d-561f0f6c3e85
- Nationale Bibliotheek van Israël: 987007293019405171
- SNAC: w6d07t1k
- Virtual International Authority File: 97159120
- WorldCat: E39PBJxcT9qvY84K4QkVgxK8G3